# بولك سيتي (فلوريدا)
بولك سيتي (بالإنجليزية: Polk City)‏ هي مدينة أمريكية تقع في ولاية فلوريدا. تبلغ مساحة هذه المدينة 2 (كم²)،ويبلغ عدد سكانها 1516 نسمة حسب إحصاء سنة 2010 م 1516.تشير إحصاءات سنة 2000م بأن الكثافة السكانية في هذه المدينة تقدر بـ(758) نسمة/كم2 